# Dream Death
Dream Death ist eine US-amerikanische Metal-Band aus Pittsburgh, Pennsylvania, die im Jahr 1985 gegründet wurde, sich 1989 auflöste und 2011 wieder zusammenfand. Die Band spielte in ihrer Karriere zusammen mit Gruppen wie Revelation, Deceased..., Zoetrope, Megadeth, Nuclear Assault und Executioner.

## Geschichte
Die Band wurde im Jahr 1985 von Gitarrist und Sänger Brian Lawrence, Bassist Ted Williams und Schlagzeuger Mike Smail gegründet. Ein paar Monate später folgte ein erstes selbstbetiteltes Demo im Sommer 1986. Nachdem Terry Weston als zweiter Gitarrist zur Band gekommen war, folgte mit More Graveyard Delving ein zweites Demo im November 1986. Es folgten die ersten lokalen Auftritte. Durch die Demos und durch die lokalen Auftritte erreichte die Band einen Vertrag bei New Renaissance Records, worüber 1987 das Album Journey Into Mystery erschien. Das Lied Method to Madness war außerdem auf der Kompilation Speed Metal Hell Vol. 3 von New Renaissance Records zu hören. Nachdem Bassist Williams die Band verlassen hatte, um Eviction beizutreten, kam Richard Freund als neues Mitglied zur Band. Es folgte ein weiteres Demo Ode to Sorrow im Jahr 1988. Danach löste sich die Band im Frühling 1989 auf. Die Mitglieder gründeten danach die Band Penance, die sich am klassischen Doom Metal orientierte. Schlagzeuger Smail sollte später auf dem ersten Album von Cathedral zu hören sein.
Gegen Ende des Jahres 2011 fand die Band wieder zusammen, wobei die Gruppe aus Lawrence, Smail, Weston, und Freund bestand. Ihren ersten Auftritt hatte die Band am 21. April 2012 in Pittsburgh. Die Band spielte hierbei ein neues Lied und arbeitete danach weiter an neuem Material. Im Februar 2013 folgte das nächste Album Somnium Excessum in Eigenveröffentlichung. Das dritte Studioalbum der Band, Dissemination, erschien im März 2016 bei dem Label Rise Above Records.

## Stil
Die Band spielt eine Mischung aus Doom- und Death-Metal, wobei die Musik im Vergleich zu klassischen Doom-Metal-Bands wie Candlemass härter ist und auch schnellere Passagen in den Liedern vorkommen. Hierüber gilt die Band als Mitinitiator des Death Doom. Textlich befassen sich die Lieder mit „den Wechselwirkungen Leben/Tod“ und Serienmördern wie Jack the Ripper. Zudem wurden manche Lieder auch durch die Werke von Robert E. Howard inspiriert. Brian Lawrence gibt Bands wie Black Sabbath, Candlemass, Trouble, Witchfinder General, Angel Witch und Celtic Frost als seine Haupteinflüsse an. Die Band verarbeitete außerdem auch Einflüsse aus dem Thrash Metal. Ihr Debütalbum Journey Into Mystery wird als Klassiker gehandelt.

## Diskografie
- 1986: Dream Death (Demo, Eigenveröffentlichung)
- 1986: More Graveyard Delving (Demo, Eigenveröffentlichung)
- 1987: Journey Into Mystery (Album, New Renaissance Records)
- 1988: Ode to Sorrow (Demo, Eigenveröffentlichung)
- 2005: Back from the Dead (Kompilation, Psychedoomelic Records)
- 2009: Pittsburgh Sludge Metal (Live-Album, Nunslaughter Records)
- 2013: Somnium Excessum (Album, Eigenveröffentlichung)
- 2016: Dissemination (Album, Rise Above Records)